# Кюльхири (Вурнарский район)
Кюльхири́ (чув. Кӳлхĕрри) — деревня в Вурнарском районе Чувашской Республики. Входит в Калининское сельское поселение.
Расположено на правом берегу Среднего Цивиля в месте впадения в него реки Ирар, в 11 км к северо-западу от посёлка Вурнары.
На восточной окраине села расположено озеро Кюльхири.
Через село проходит автодорога, ведущая на северо-запад в Калинино (далее в Чебоксары, Ядрин, Шумерлю) и на юго-восток в Вурнары и Ибреси (далее в Алатырь, Шыгырдан).
Село впервые упоминается в 1524 году в записях немецкого путешественника Зигмунда фон Герберштейна, изучавшего Поволжье в конце XV — нач. XVI вв.
| 2010 | 2012 |
| ---- | ---- |
| 527  | ↗630 |